# Onchidoris neapolitana
Petit doris orange
Espèce
Synonymes
- Idalia neapolitana (Delle Chiaje, 1841)[2]

Onchidoris neapolitana (ou Petit doris orange) est une espèce de nudibranche de la famille Onchidorididae.

## Répartition et habitat
O. neapolitana vit en mer Méditerranée et dans l'océan Atlantique Nord, jusqu'aux îles Britanniques. L'espèce est régulièrement observée sur les côtes de la péninsule Ibérique

## Description
L'espèce mesure généralement 8 mm environ mais atteint 10 mm. Le corps est aplati et de forme ovale. Le manteau, souvent rouge, parfois jaunâtre, est couvert de papilles rétractiles.

## Biologie et écologie

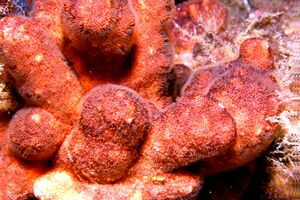
L'ectoprocte Schizobrachiella sanguinea pourrait conférer sa couleur rouge au nudibranche.

Le nudibranche se nourrit de bryozoaires et notamment de l'ectoprocte Schizobrachiella sanguinea : cet animal pourrait être à l'origine de la pigmentation rouge du nudibranche,. Le nudibranche apprécie également la proximité de l'algue rouge Sphaerococcus coronopifolius.
Comme les autres nudibranches, cette espèce est hermaphrodite : la ponte (ou « oothèque ») est orangée et consiste en un cordon transparent déposé en une spirale de 6 mm de diamètre. Ce cordon est composé de milliers d’œufs d'environ 225 µm de diamètre.